# Doom Cult
Doom Cult debitantski je studijski album novozelandskog blackened death metal-sastava Diocletian. Album je 18. svibnja 2009. godine objavila diskografska kuća Invictus Productions.

## Popis pjesama
| 1.    | »Doom Cult«             | 3:11 |
| 2.    | »The Iron Fist«         | 3:56 |
| 3.    | »Oath to Ruin«          | 3:35 |
| 4.    | »Deathstrike Overkill«  | 3:40 |
| 5.    | »Werewolf Directive«    | 4:18 |
| 6.    | »Antichrist Hammerfist« | 3:01 |
| 7.    | »Bullet Vomited«        | 3:12 |
| 8.    | »Baphocletian«          | 3:36 |
| 9.    | »Heretics«              | 5:00 |
| 33:29 |                         |      |

## Zasluge
Diocletian
- Atrociter – gitara, prateći vokali
- CS – bubnjevi
- VK – vokali, gitara, bas-gitara, inženjer zvuka, miksanje, mastering

Dodatni glazbenici
- K. Stanley – prateći vokali

Ostalo osoblje
- S. Berserker – ilustracije, raspored ilustracija
- Bad News Brown – naslovnica (na vinilnoj inačici)